# Ҋ
Ҋ, ҋ или И кратко с опашка, е буква от кирилицата. Обозначава беззвучната небна приблизителна съгласна /j̊/. Използва се килдинския саамски език, където е 14-а буква от азбуката. Понякога вместо Ҋ се използва кирилската буква Ј.

## Кодове
| Буква  | Уникод |
| ------ | ------ |
| Главна | U+048A |
| Малка  | U+048B |

В други кодировки буквата Ҋ отсъства.